# Mikófalva
Mikófalva es un pueblo húngaro perteneciente al distrito de Bélapátfalva, condado de Heves.

## Superficie
Cuenta con una superficie de 14,41 km².

## Demografía
Hasta 2024 la población era de 640 habitantes, con una densidad de población de 44,41 hab/km².
| Gráfica de evolución demográfica de Mikófalva entre 2020 y 2024 |
|                                                                 |
| Datos según la Oficina Central de Estadística de Hungría.       |